# Linia kolejowa Wasserleben – Börßum
Linia kolejowa Wasserleben – Börßum – dawna jednotorowa i niezelektryfikowana linia kolejowa w krajach związkowych: Saksonia-Anhalt i Dolna Saksonia, w Niemczech. Łączyła Wasserleben przez Osterwieck Börßum.